# Nazionale maschile di rugby a 7 dell'Inghilterra
La nazionale di rugby a 7 dell'Inghilterra è la selezione che rappresenta l'Inghilterra a livello internazionale nel rugby a 7. Partecipa regolarmente ai tornei delle World Rugby Sevens Series, alla Coppa del Mondo di rugby a 7 e ai Giochi del Commonwealth. In ambito europeo partecipa al Sevens Grand Prix Series.
Tra i suoi principali successi vanta la vittoria della Coppa del Mondo 1993, avvenuta sconfiggendo in finale l'Australia 21-17. Nel 2013 è stata per la seconda volta finalista ma ha dovuto soccombere contro la Nuova Zelanda che si è imposta 33-0.
Piazzandosi al 4º posto durante le Sevens World Series 2014-2015, l'Inghilterra ha garantito la partecipazione della selezione olimpica britannica al primo torneo di rugby a 7 ospitato dai Giochi olimpici di Rio de Janeiro 2016.
Ha raggiunto nuovamente la finale nella Coppa del Mondo 2018, ma per la seconda volta consecutiva è stata superata dalla Nuova Zelanda che ha confermato il titolo vincendo 33-12.

## Palmarès
- Coppa del Mondo di rugby a 7: 1

1993
- Giochi del Commonwealth

Melbourne 2006: medaglia d'argento
Gold Coast 2018: medaglia di bronzo
- Sevens Grand Prix Series: 2

2012, 2013

## Partecipazioni ai principali tornei internazionali
- 1993:  1º posto
- 1997: quarti di finale
- 2001: quarti di finale
- 2005:  semifinali
- 2009: quarti di finale
- 2013:  2º posto
- 2018:  2º posto

- 1999-00: 9º posto
- 2000-01: 7º posto
- 2001-02:  3º posto
- 2002-03:  2º posto
- 2003-04:  2º posto
- 2004-05:  3º posto
- 2005-06:  2º posto
- 2006-07: 5º posto
- 2007-08: 5º posto
- 2008-09:  3º posto
- 2009-10: 5º posto
- 2010-11:  3º posto
- 2011-12:  3º posto
- 2012-13: 6º posto
- 2013-14: 4º posto
- 2014-15: 4º posto
- 2015-16: 8º posto
- 2016-17:  2º posto
- 2017-18: 5º posto
- 2018-19: 5º posto
- 2019-20: 5º posto

- 1998: quarti di finale
- 2002: vincitore Plate
- 2006:  2º posto
- 2010: 4º posto
- 2014: vincitore Plate
- 2018:  2º posto

- 2011:  2º posto
- 2012:  1º posto
- 2013:  1º posto
- 2014:  3º posto
- 2015:  3º posto
- 2016: n.p.
- 2017: 9º posto
- 2018: 4º posto
- 2019: 7º posto